# Buckinghamska palača
Buckinghamska palača je kraljevska rezidencija u Londonu i administrativno sjedište monarha Ujedinjenoga Kraljevstva. Palača je smještena u gradskoj četvrti Westminster i često je središnje mjesto državnih svečanosti i kraljevskih ceremonija, te ključna točka okupljanja za britanski narod u vrijeme nacionalnoga veselja i žalosti.
Objekt oko koje je izgrađena današnja palača izvorno se nazivala Buckinghamska kuća. Bila je to velika gradska kuća izgrađena za prvog vojvodu od Buckinghama 1703. godine na području koje je bilo u privatnom vlasništvu najmanje 150 godina. Kupio ju je kralj Đuro III. 1761. kao privatnu rezidenciju za kraljicu Šarlotu i od tada je nazivana Kraljičina kuća. Tijekom 19. stoljeća je pod vodstvom arhitekata Johna Nasha i Edwarda Blorea započelo veliko proširenje postojeće zgrade tijekom kojeg su izgrađena tri krila oko središnjeg dvorišta. Buckinghamska palača postala je londonska rezidencija britanskoga monarha nakon dolaska kraljice Viktorije 1837. godine.
Posljednja velika strukturalna proširenja učinjena su u kasnom 19. i ranom 20. stoljeću uključujući Istočno pročelje na kojemu se nalazi dobro poznati balkon s kojega kraljevska obitelj tradicionalno pozdravlja građanstvo. Tijekom njemačkoga bombardiranja u Drugom svjetskom ratu uništena je dvorska kapela, a na njenom je mjestu izgrađena Kraljičina galerija, te je 1962. otvorena za javnost sa zbirkom umjetničkih djela iz Kraljevske zbirke.
Izvorni dizajn većinom sačuvane unutrašnjosti iz ranog 19. stoljeća prema savjetu Charlesa Longa karakterizira značajno korištenje štukaturnog mramora scagliole jarkih boja te plavog i ružičastog lapis lazulija. Kralj Eduard VII. dao je djelomično preurediti palaču u stilu i bojama razdoblja Belle Époque. Mnoge manje sobe za primanje uređene su u kineskome regentskom stilu s namještajem i priborom donesenim iz Kraljevskog paviljona u Brightonu i iz kuće Carlton. Palača ima 775 soba, a krasi ju najveći privatni vrt u Londonu. Svečane sobe, koje se koriste za službene i državničke zabave, otvorene su za javnost svake godine veći dio kolovoza i rujna te nekoliko dana zimi i u proljeće.

## Povijest

### Prije 1624.
U srednjemu vijeku mjesto buduće palače bilo je dijelom zemljišta dvorca Ebury (koji se također naziva Eia). Močvarno tlo natapala je rijeka Tyburn koja i danas teče ispod dvorišta i južnog krila palače. Na mjestu gdje je rijeka bila prohodna (kod Cow Forda) smjestilo se selo Eye Cross. Zemljište cijelog tog područja mnogo je puta mijenjalo vlasnika Povijesno najznačajniji vlasnici kasnoga saskoga doba bili su Eduard Ispovjednik i Edita od Wessexa, a nakon normanskoga osvajanja najznačajniji vlasnik bio je Vilim Osvajač. Vilim je imanje prepustio jednom od najbogatijih plemića tog područja onoga doba Geoffreyu de Mandevilleu, koji ga je zatim poklonio redovnicima Westminsterske opatije.
Godine 1531. engleski kralj Henrik VIII. kupio je od Eton Collegea bolnicu sv. Jakova i pretvorio ju u palaču sv. Jakova, a 1536. preuzeo je imanje Ebury od Westminsterske opatije. Ovi su prijenosi vlasništva po prvi put vratili područje buduće gradnje Buckinghamske palače natrag u kraljevske ruke otkako ju je Vilim Osvajač predao gotovo 500 godina ranije. Različiti vlasnici iznajmljivali su područje od kraljevskih veleposjednika što je dovelo do žestokih spekulacija tijekom 17. stoljeća svaki put kad je istekao ugovor o najmu. Staro je selo Eye Cross već odavno propalo, a područje je s vremenom opustošilo. Za obnovu su trebala značajna sredstva, stoga je kralj Jakov I. Stuart prodao dio slobodnog posjeda krune, ali je zadržao dio zemljišta od 1,6 hektara gdje je zasadio vrt dudova za proizvodnju svile koji se i danas nalazi na sjeverozapadnome kutu današnje palače. Clement Walker u Anarchia Anglicana (1649.) spominje "novopodignute predionice u Mulberry Gardenu kod sv. Jakov". U kasnom 17. stoljeću imanje je naslijedila Mary Davies bogatog zemljoposjednika Hugha Audleyja.

### Prve kuće (1624. – 1761.)
Prva izgrađena kuća na tom području bila je kuća Williama Blakea oko 1624. Sljedeći vlasnik bio je prvi grof od Norwicha George Goring, koji je od 1633. proširio Blakeovu kuću. Od tada je postala poznata kao Goring House, a Goring je uredio veći dio današnjeg vrta tada poznatog kao Goring Great Garde,. ali nije dobio pravo vlasništva nad vrtom dudova. Bez Goringovog znanja 1640. dokument "nije bio ovjeren Velikim pečatom prije nego što je Karlo I. pobjegao iz Londona, što je bilo potrebno za zakonsku pravovaljanost". Bio je to kritični propust koji bi pomogao britanskoj kraljevskoj obitelji da vrati vlasništvo nad zemljištem pod kraljem Đurom III. Nakon što u jednom trenutku Goring nije platio predviđenu najamninu kralju, prvi grof od Arlingtona Henry Bennet uspio je otkupiti zakup Goringove kuće i potom preuzeti imanje u najam od kralja nakon što je kuće izgorjela 1674. godine. Iduće je godine na tom zemljištu izgradio novu tzv. Arlingtonovu kuću na mjestu južnog krila današnje palače. Godine 1698. John Sheffield je preuzeo zakup nad imanjem, a kasnije je postao prvi vojvoda od Buckinghama i Normanbyja. Buckinghamsku kuću sagradio je Sheffield 1703. prema projektu Williama Windea. Građevinu je činio veliko trokatno središnje tijelo is dva manja bočna krila. Kuću je na posljetku prodao Buckinghamov nezakoniti sinCharles Sheffield 1761. kralju Đuri III. za 21 000 funti. Sheffieldovo pravo zakupa na vrt dudova, čije je vlasništvo još uvijek bilo u vlasništvu kraljevske obitelji, trebalo je isteći 1774.

### Od kraljičine kuće do palače (1761. – 1837.)
Pod novim kraljevskim vlasništvom zgrada je izvorno bila zamišljena kao privatno utočište za kraljicu Šarlotu, zato je dobila ime Kraljičina kuća. Pregradnja nove građevine započela je 1762. Godine 1775., zakon je dodijelio imovinu kraljici Šarloti u zamjenu za njezina prava na obližnju kuću Somerset, i tamo je rođeno 14 od njezinih 15 djece. Neki primjerci namještaja preneseni su iz kuće Carlton, a drugi su kupljeni u Francuskoj nakon Francuske revolucije 1789. Premda je palača sv. Jakova ostala službena i ceremonijalna kraljevska rezidencija, naziv "Buckinghamska palača" počeo se koristiti najmanje od 1791. Nakon dolaska na prijestolje 1820. godine kralj Đuro IV. nastavio je s obnovom s namjerom da stvori mali, ali udobni dom. Međutim, 1826. godine dok su radovi bili u tijeku, kralj je na nagovor svog arhitekta Johna Nasha odlučio preinačiti kuću u palaču. Vanjska fasada dizajnirana je imajući na umu francuski neoklasični utjecaj koji je preferirao Đuro IV. Troškovi izgradnje dramatično su porasli, a 1829. kralj je smijenio Nasha s položaja glavnog arhitekta zbog ekstravagancije njegovih projekata. Nakon smrti Đura IV. 1830., njegov mlađi brat Vilim IV. angažirao je Edwarda Blorea da dovrši posao. Vilim se nikada nije uselio u palaču jer je umro prije dovršetka radova. Nakon što je Westminsterska palača uništena u požaru 1834., ponudio je preuređenje Buckinghamske palače u novu zgradu parlamenta, ali je njegova ponuda odbijena.

### Kraljica Viktorija (1837. – 1901.)
Buckinghamska palača postala je glavna kraljevska rezidencija 1837. nakon dolaska kraljice Viktorije, koja je bila prvi monarh koji je ondje boravio. Njezin prethodnik Vilim IV. umro je prije njezina završetka. Dok su svečane prostorije bile pune pozlate i boja, drugi dijelovi nove palače bili su nešto manje luksuzni. Kolale su glasine da su se dimnjaci toliko propuštali dim u prostorije da su se vatre morale gasiti, pa je zbog toga palača često bila hladna. Ventilacija je bila toliko loša da su se prostorima širili neugodni mirisi, a kada je odlučeno da se ugrade plinske svjetiljke, pojavila se ozbiljna zabrinutost zbog nakupljanja plina na nižim katovima. Također se govorilo da je osoblje bilo lijeno zbog čega je palača bila prljava. Nakon kraljičine udaje 1840., njezin suprug princ Albert bavio se reorganiziranjem kućnih poslova i osoblja, te rješavanjem projektantskih nedostataka palače. Do kraja 1840. svi su problemi otklonjeni, no nakon jednog desetljeća ponovo su započeli građevinski radovi.
Kraljevski par je smatrao da je palača premalena za dvorski život i njihovu sve veću obitelj, pa je 1847. dao izgraditi novo krilo po projektu Edwarda Blorea tako što je zatvorio središnji četverokut. Veliko istočno pročelje danas okrenuto prema trgovačkom centru u dananjici je "javno lice" Buckinghamske palače i upravo je tamo smješten balkon s kojega kraljevska obitelj pozdravlja građanstvo u važnim prilikama i nakon godišnje ceremonije Trooping the Color. U tom je razdoblju također izgrađena plesna dvorana i niz novih svečanih prostorija, a projektirao ih je Nashov učenik James Pennethorne. Prije smrti princa Alberta palača je često bilamjesto glazbenih zabava, a najslavniji suvremeni glazbenici svirali su u Buckinghamskoj palači. Poznato je da je skladatelj Felix Mendelssohn tamo svirao u tri navrata. Johann Strauss II i njegov orkestar svirali su ondje dok su bili u posjetu Engleskoj. Pod vladavinom kraljice Viktorije, Buckinghamska palača je uz uobičajene kraljevske ceremonije, investiture i prezentacije često bila i mjesto održavanja raskošnih kostimiranih balova.
Ostavši udovica 1861. godine, ožalošćena kraljica povukla se iz javnog života i napustila Buckinghamsku palaču kako bi živjela u dvorcima Windsor, Balmoral i Osborne House. Dugi niz godina palača je bila rijetko korištena, čak i zapuštena. Godine 1864. pronađena je poruka pričvršćena na ogradu Buckinghamske palače, u kojoj je stajalo: "Ove zapovjedne prostorije daju se u najam ili prodaju, zbog opadanja poslovanja pokojnog stanara." Na kraju je javno mnijenje uvjerilo kraljicu da se vrati u London, iako je čak i tada radije živjela negdje drugdje kad god je to bilo moguće. Dvorske svečanosti i dalje su se održavale u dvorcu Windsor, kojima je predsjedavala mračna kraljica obično odjevena u crno, dok je Buckinghamska palača ostala zatvorena veći dio godine.

### Početak 20. stoljeća (1901. – 1945.)
Godine 1901. novi kralj Eduard VII. započeo je s novim preuređenjem palače. Kralj i njegova supruga kraljica Aleksandra, oduvijek su bili na čelu londonskog visokog društva, a njihovi prijatelji poznati kao "Kuća iz Marlborougha" smatrani su najeminentnijima i najmodernijim među aristokracijom toga doba. Buckinghamska palača, njezina plesna dvorana, veliki ulaz, mramorna dvorana, veliko stubište, predvorja i galerije preuređeni su u krem i zlatnim bojama razdoblja Belle Époque, a takve su očuvane i danas.  Palača je ponovo postala okruženje za veličanstvene zabave, a radikalna preuređenja bila su u suprotnosti s Nashovim izvornim projektom.
Posljednji veći građevinski radovi učinjeni su tijekom vladavine Đure V. kada je 1913. Aston Webb redizajnirao Bloreovo istočno pročelje iz 1850. tako da djelomice nalikuje Lyme Parku Giacoma Leonija u Cheshireu. Ovo novo preinačeno glavno pročelje od portlandskog kamena projektirano je da bude pozadina Viktorijina spomenika, velikog spomen-kipa kraljice Viktorije koji je izradio kipar Thomas Brock, a koji je postavljen izvan glavnih vrata na okvir koji je izgradio arhitekt Aston Webb. Đuro V. koji je 1910. naslijedio Eduarda VII. imao je ozbiljniju osobnost od svog oca Veći je naglasak sada stavljen na službeni protokol i kraljevske dužnosti nego na raskošne zabave. Organizirao je niz velikih predstava na kojima su nastupali jazz glazbenici kao što su Original Dixieland Jazz Band 1919. što je bio prvi jazz nastup za šefa države, te Sidney Bechet i Louis Armstrong (1932.), koji su palači donijeli nominaciju 2009. za Plavu plaketu Brecon Jazz Festivala kao jednog od mjesta koja su dali najveći doprinos jazz glazbi u Ujedinjenome Kraljevstvu.
Tijekom Prvog svjetskog rata koji je trajao od 1914. do 1918. godine palača je prošla oštećenja. Njezin vredniji sadržaj evakuiran je u dvorac Windsor, ali je kraljevska obitelj ostala u živjeti u rezidenciji. Na veliko zaprepaštenje svojih gostiju i kućanstva kralj je u palači uveo racioniranje. David Lloyd George je nagovorio kralja da učini korak više, zaključa vinske podrume i suzdrži se od alkohola, kako bi dao primjer navodno pijanoj radničkoj klasi. Radnici su nastavili s običajem opijanja, a kralj je ostao nezadovoljan svojom prisilnom apstinencijom. Supruga Georgea V. kraljica Marija bila je velika poznavateljica umjetnosti i jako se zanimala za kraljevsku kolekciju namještaja i umjetnina, koju je dala restaurirati i obogatila ju kupovinom novih umjetnina. Kraljica Marija također je dala postaviti mnoge nove kućanske elemente i opremu, kao što je par mramornih dimnjaka u stilu Ampir Benjamina Vulliamya iz 1810., a koje je kraljica dala ugraditi u glavnu prostoriju. Kraljica Marija zaslužna je i za uređenje Plavog salona. Ova prostorija duga 21 metar prije je bila poznata kao Južna soba za crtanje, strop je dizajnirao John Nash, a prekriven je ogromnim pozlaćenim konzolnim nosačima. Godine 1938. sjeverozapadni paviljon, koji je Nash projektirao kao zimski vrt, pretvoren je u bazen.

### Drugi svjetski rat
Tijekom Drugog svjetskog rata, koji je izbio 1939. godine, palača je bombardirana devet puta. Najozbiljnije ođtećenje koje je palača pretrpjela bilo je uništenje kraljevske kapele 1940. godine. Ovaj je događaj prikazan u kinima diljem Ujedinjenoga Kraljevstva kako bi se prikazala zajednička patnja bogatih i siromašnih. Jedna je bomba pala u središte unutarnjeg dvorišta palače dok su Đuro VI. i kraljica Elizabeta (buduća kraljica majka) boravili u njoj. Mnogi su prozori razneseni, a kapelica uništena, ali izvještavanje o takvim događajima bilo je strogo kontrolirano i ograničeno. Kralj i kraljica snimljeni su kako pregledavaju svoj bombardirani dom. U to je vrijeme kraljica izjavila: "Drago mi je da smo bombardirani. Sada mogu pogledati East Endu u lice". Smatralo se da kraljevska obitelj dijeli teškoće svojih podanika, kako je izvijestio The Sunday Graphic:
Dana 15. rujna 1940., poznatog kao Dan bitke za Britaniju, pilot RAF-a Ray Holmes iz 504. eskadrile RAF-a namjerno se zabio u njemački bombarder Dornier Do 17 koji se pripremao bombardirati Palaču. Holmesu je ponestalo streljiva pa je odlučio da obori neprijateljski zrakoplov tako da se s njime sudari. Holmes je u zadnjem trenutku iskočio iz svog zrakoplova, a neprijateljski se zrakoplov srušio na dvorište londonske postaje Victoria. Motor bombardera kasnije je bio izložen u Carskom ratnom muzeju u Londonu. Britanski pilot je nakon rata postao Kraljev glasnik i umro je 2005. u dobi od 90 godina. Na Dan pobjede nad nacizmom 8. svibnja 1945. palača je bila središtem velikog britanskog slavlja. Kralj, kraljica, princeza Elizabeta (buduća kraljica) i princeza Margareta pojavili su se na balkonu sa zamračenim prozorima palače uz opće veselje ogromne svjetine u trgovačkom centru. Oštećenu palaču nakon rata pažljivo je obnovio John Mowlem & Co.

### Sredina 20. stoljeća do danas
Mnogi sadržaji palače dio su Kraljevske zbirke koju drži kralj Karlo III., a javnost ih povremeno može posjetiti u Kraljičinoj galeriji. Namjenski izgrađena galerija otvorena je 1962. i prikazuje izbor predmeta iz zbirke, i nalazi se na mjestu kapelice srušene u Drugom svjetskom ratu. Palača je 1970. proglašena objektom I. stupnja zaštite. Njezine svečane prostorije od 1993. otvorene su za javnost tijekom kolovoza, rujna i u posebnim prilikama. Novac prikupljen od ulaznica prvotno je uložen u obnovu dvorca Windsor nakon što je požar 1992. uništio mnoge njegove prostorije. U 2017. godini palaču je posjetilo 580 000 ljudi, a galeriju 154 000.
Palača je nekada rasno razdvajala osoblje. Godine 1968. dugi barun Tyrona Charles Tryon ujedno i rizničar kraljice Elizabete II., zatražio je izuzeće Buckinghamske palače od potpune primjene Zakona o rasnim odnosima iz 1968. godine. Tvrdio je da palača ne zapošljava obojene ljude za činovničke poslove, već samo kao kućnu poslugu. Dogovorio je s državnim službenicima izuzeće koje je značilo da će se pritužbe zbog rasizma protiv kraljevske obitelji slati izravno ministru unutarnjih poslova i držati izvan pravnog sustava.
Palača je, kao i dvorac Windsor, u vlasništvu vladajućeg monarha. Za razliku od kuće Sandringham i dvorca Balmoral, kraljevske palače nisu dio Crown Estatea, niti su osobno vlasništvo monarha. Vlada Ujedinjenoga Kraljevstva odgovorna je za održavanje palače u zamjenu za dobit koju ostvaruje Crown Estate. Godine 2015. Državna blagovaonica bila je zatvorena na godinu i pol jer joj je strop prijetio urušavanjem. 10-godišnji raspored radova na održavanju, uključujući nove vodovodne instalacije, ožičenje, bojlere i radijatore te postavljanje solarnih panela na krov, procijenjen je na 369 milijuna funti, a odobrio ju je premijer u studenoma 2016. Financirana je privremenim povećanjem državne potpore koja se isplaćuje iz prihoda Crown Estatea, a namijenjena je produljenju radnog vijeka zgrade za najmanje 50 godina. Godine 2017. donji dom Parlamenta podržao je financiranje projekta s 464 glasa za i 56 protiv.
Buckinghamska palača je simbol i dom britanske monarhije, umjetnička galerija i turistička atrakcija. Iza pozlaćenih ograda i vrata koje je dovršio Bromsgrove Guild 1911. nalazi se poznata Webbova fasada, koja je opisana u knjizi koju je izdao Royal Collection Trust da izgleda "kao svačija ideja palače". Ne samo da je ona radnim danom bila dom Elizabete II. i princa Filipa, već je i londonska rezidencija vojvode od Yorka te vojvode i vojvotkinje od Edinburgha. U palači se također nalaze njihovi uredi, kao i uredi princeze Ane i princeze Aleksandre, a palača je radno mjesto za više od 800 ljudi. Karlo III. živi u Clarence Houseu dok se radovi na obnovi nastavljaju, ali obavlja službene poslove u Buckinghamskoj palači uključujući i tjedne sastanke s premijerom. Svake se godine ugosti na vrtnim zabavama, prijemima, audijencijama i banketima oko 50 000 značajnih gostiju. Ljeti se održavaju tri vrtne zabave, obično u srpnju. U predvorju Buckinghamske palače odvija se ceremonija smjene straže, koja je jedna od najpoznatijih turističkih atrakcija (svakodnevno od travnja do srpnja; svaki drugi dan u ostalim mjesecima).

## Opis

### Unutrašnjost
Palača je široka 108 metara, dugačka 120 metara i visoka 24 metra, a ukupna površina joj e 77 000 m². Cijeli objekt ima 775 soba, uključujući 188 spavaćih soba za osoblje, 92 ureda, 78 kupaonica, 52 glavne spavaće sobe i 19 svečanih soba. Također ima poštu, kino, bazen, liječničku ordinaciju i zlatarsku radionicu. Kraljevska obitelj smještena je u manjem dijelu privatnih soba u sjevernom krilu.

#### Glavne sobe
Glavne sobe nalaze se na prvom katu piana nobile iza vrtnog pročelja okrenutog prema zapadu u stražnjem dijelu palače. Središte ovog raskošnog skupa svečanih soba je Glazbena soba, čiji je veliki luk dominantna značajka pročelja. Uz Glazbenu sobu nalaze se Plava i Bijela soba. U središnjem dijelu, koji služi kao hodnik za povezivanje svečanih prostorija, nalazi se 55 metara dugačka Galerija slika, koju krase brojna umjetnička djela slavnih slikara poput Rembrandta, van Dycka, Rubensa i Vermeera. Ostale prostorije koje vode iz Galerije slika su Prijestolna soba i Zelena soba. Zelena soba služi kao ogromno predvorje dvorane s prijestoljem i dio je ceremonijalne rute do prijestolja od sobe za stražu na vrhu Velikog stubišta. Soba straže sadrži bijele mramorne kipove kraljice Viktorije i princa Alberta u rimskoj nošnji postavljene na tribini obloženoj tapiserijama. Ove vrlo formalne prostorije koriste se samo za ceremonijalne i službene zabave, ali su otvorene za javnost svakog ljeta.

#### Poludržavni stanovi
Pristupajući iz Mramorne dvorane, neposredno ispod državnih stanova nalaze se nešto skromniji poludržavni stanovi. Ove se prostorije koriste za manje formalne zabave, kao što su ručkovi i privatne audijencije. U središtu ovoga kata nalazi se Pramčana soba, kroz koju godišnje prođu tisuće gostiju na monarhove vrtne zabave. Kada su u državnom posjetu Britaniji, strane šefove država monarh obično ugošćuje u Buckinghamskoj palačia za to je rezerviran niz prostorija poznat kao Belgijski apartman smješten u podnožju Ministarskog stubišta u prizemlju vrtnog krila okrenutog prema zapadu. Neke od soba nazvane su i uređene za posebne posjetitelje, poput sobe iz 1844., uređene te godine za državni posjet Nikole I. od Rusije, te sobe iz 1855. u čast posjeta francuskog kralja Napoleona III. Prva je prostorija dnevna soba koja također služi kao soba za publiku i često se koristi za viteške investiture. Uski hodnici povezuju prostorije apartmana, a jednome od njih dodatnu visinu i perspektivu daju kupole koje je dizajnirao Nash. Drugi hodnik u apartmanu ima križni svod u gotičkome stilu. Apartman je dobio ime po Leopoldu I. od Belgije, stricu kraljice Viktorije i princa Alberta. Godine 1936. apartman je nakratko postao privatni apartman palače kada se u njega uselio Eduard VIII. Izvorni dizajn interijera s početka 19. stoljeća, od kojih su mnogi još uvijek preživjeli, odlikovao se raskošnim ukrasima uporabom scagliole jarkih boja te plavog i ružičastog lapis lazulija. Eduard VII. dao je djelomično preurediti prostorije u žućkastim i zlatnim bojama stila Belle Époque.

#### Istočno krilo
Tijekom gradnje Istočnoga krila između 1847. i 1850. iz Brightonskoga paviljona odneseni su mnogi raskošni ukrasi i preneseni u Buckinghamsku palače, stoga mnoge sobe u novom krilu imaju izrazito istočnjački ugođaj. Crvena i plava kineska dvorana za ručak sastoji se od dijelova dvorane za bankete iz Brightona s velikim orijentalnim dimnjakom koji je dizajnirao Robert Jones, a izradio Richard Westmacott. Dimnjak se prethodno nalazio u Glazbenoj sobi u Brightonskom paviljonu. Ukrašeni sat, poznat kao sat Kylin, napravljen je u drugoj polovici 18. stoljeća u Jingdezhenu u pokrajini Jiangxi u Kini. Žuta soba ima tapete isporučene 1817. za Brighton Saloon i dimnjak koji je europska inačica istočnjačkoga dimnjaka. Niše su ukrašene figurama u tradicionalnoj kineskoj odjeći i krilatim zmajevima, koje je dizajnirao Robert Jones.
U središtu ovoga krila nalazi se poznati balkon sa središnjom prostorijom iza staklenih vrata. Ovaj je salon u kineskom stilu kasnih 1920-ih dala ukrasiti kraljica Marija po projektu umjetnika interijera Charlesa Alloma, iako su lakirana vrata donesena iz Brightona 1873. godine. Dužinom piana nobile istočnoga krila proteže se Velika galerija, koja se proteže duž istočne strane četverokuta. Ima zrcalna vrata i zrcalne križne zidove u kojima se ističu porculanske pagode i drugi orijentalni namještaj iz Brightona. Kineska soba za ručak i žuta soba nalaze se na oba kraja ove galerije, sa središnjom sobom između njih.

### Vrtovi i okoliš
U stražnjem dijelu palače nalazi se veliki park vrt, koji je zajedno s jezerom najveći privatni vrt u Londonu. Tamo bi kraljica Elizabeta II. svakog ljeta održavala svoje godišnje vrtne zabave, a također je priređivala velike svečanosti za proslavu kraljevskih događaja poput jubileja. Vrt se proteže na 17 hektara na kojemu su prostor za slijetanje helikoptera, jezero i teniski teren.
Uz palaču se nalazi i kraljevska štala za konje, koju je također dizajnirao Nash i gdje su smještene kraljevske kočije, uključujući najpoznatiju Gold State Coach. Ova pozlaćena kočija u rokoko stilu, koju je dizajnirao William Chambers 1760. i oslikao talijanski umjetnik Giovanni Battista Cipriani. Prvi ju je put koristio kralj Đuro III. za svečanog otvaranja parlamenta 1762. godine, a od Vilima IV. nadalje svaki ju je monarh ga je koristio prilikom krunidbe. Zadnji je put kočija korištena za krunidbu kralja Karla III. i kraljice Kamile. U kraljevskim štalama su također smješteni konji za kočije koji su se koristili u kraljevskim ceremonijalnim procesijama i mnogi automobili koje je koristila kraljevska obitelj.
Trgovački centar Mall i ceremonijalnu prilaznu rutu palači dizajnirao je Aston Webb i dovršena 1911. kao dio velikog spomenika kraljici Viktoriji. Proteže se od Admiralskog luka, preko parka sv. Jakova do Victoria Memoriala. Ovu rutu koriste konjičke i motorne povorke šefova država koji posjećuju Ujedinjeno Kraljevstvo, te kraljevska obitelj u svečanim prilikama poput godišnje ceremonije Trooping the Color.